# Macropodini
Macropodini – plemię ssaków niższych z podrodziny kangurów (Macropodinae) w obrębie rodziny kangurowatych (Macropodidae).

## Zasięg geograficzny
Gatunki należące do plemienia Macropodini zasiedlają endemicznie Australię.

## Systematyka
Podrodzina Macropodinae obejmuje występujące współcześnie rodzaje:
- Setonix Lesson, 1842 – kuoka – jedynym przedstawicielem jest  Setonix brachyurus (Quoy & Gaimard, 1830) – kuoka krótkoogonowa
- Onychogalea J.E. Gray, 1841 – pazurogon
- Lagorchestes J. Gould, 1841 – filander
- Macropus G.K. Shaw, 1790 – kangur
- Osphranter Gould, 1842
- Wallabia Trouessart, 1905 – walabia – jedynym żyjącym współcześnie przedstawicielem jest Wallabia bicolor (A.G. Desmarest, 1804) – walabia bagienna
- Notamacropus Dawson & Flannery, 1985

Opisano również rodzaje wymarłe:
- Baringa Flannery & Hann, 1984[24] – jedynym przedstawicielem był Baringa nelsonensis Flannery & Hann, 1984
- Congruus McNamara, 1994[25] – jedynym przedstawicielem był Congruus congruus McNamara, 1994
- Kurrabi Flannery & M. Archer, 1984[26]
- Prionotemnus Stirton, 1955[27]
- Protemnodon R. Owen, 1874[28]